# Deutsche Dreiband-Meisterschaft 1950

Veranstaltungsort: Duisburg

Die Deutsche Dreiband-Meisterschaft 1950 (DDM) war die 18. Ausgabe dieser Turnierserie und fand vom 2. bis 6. Juni in Duisburg, Nordrhein-Westfalen statt.

## Geschichte
Vor heimischem Publikum gewann August Tiedtke seinen neunten Titel und den Fünften in Folge, so viel wie noch keiner vor ihm. Erst Christian Rudolph wird dies 2001 schaffen. Ohne Matchverlust erspielte Tiedtke sich erneut alle drei Turnierbestleistungen, die der besten Höchstserie (HS) musste er sich jedoch mit dem sieglosen Letztplatzierten Karl Hecker, der seine einzige DDM spielte, teilen. Siegfried Spielmann wurde, wie schon im Jahr zuvor, Vizemeister. Kurt Hartkopf erspielte sich die Bronzemedaille. Die Abschlussbelegung der ersten vier Plätze war exakt dieselbe wie schon im Vorjahr, Peter Schuh vervollständigte dieses Quartett. Diese Begebenheit kam danach nicht mehr vor.(Stand: August 2013)

## Modus
Es spielte „Jeder gegen Jeden“ (Round Robin) auf 50 Punkte mit Nachstoß.

## Abschlusstabelle
| MP    | Match Points (Sieger = 2; Unentschieden = 1; Verlierer = 0) |
| Pkte. | Erzielte Karambolagen                                       |
| Aufn. | Benötigte Versuche                                          |
| GD    | Generaldurchschnitt                                         |
| BED   | Bester Einzeldurchschnitt eines Spielers                    |
| HS    | Höchstserie                                                 |
|       | Bester GD des Turniers                                      |
|       | Bester ED des Turniers                                      |
|       | Beste HS des Turniers                                       |
|       | 1. Platz (Gold)                                             |
|       | 2. Platz (Silber)                                           |
|       | 3. Platz (Bronze)                                           |

| 1                          | August Tiedtke (Duisburg)       | 14:0 | 350 | 419 | 0,835 | 1,136 | 7 |
| 2                          | Siegfried Spielmann (Köln)      | 12:2 | 335 | 577 | 0,580 | 0,746 | 5 |
| 3                          | Kurt Hartkopf (Solingen)        | 10:4 | 322 | 610 | 0,527 | 0,625 | 6 |
| 4                          | Peter Schuh (Düsseldorf)        | 8:6  | 301 | 574 | 0,524 | 0,632 | 7 |
| 5                          | Walter Soetebier (W.-Elberfeld) | 6:8  | 316 | 683 | 0,462 | 0,495 | 5 |
| 6                          | Otto Boeven (Köln)              | 4:10 | 307 | 673 | 0,456 | 0,462 | 4 |
| 7                          | Heini Hecker (Wuppertal)        | 2:12 | 240 | 721 | 0,332 | 0,340 | 5 |
| 8                          | Karl Hecker (Wuppertal)         | 0:14 | 235 | 673 | 0,349 | –     | 7 |
| Turnierdurchschnitt: 0,488 |                                 |      |     |     |       |       |   |